# Desert of Lost Men
Desert of Lost Men è un film del 1951 diretto da Harry Keller.
È un western statunitense con Allan Lane e Irving Bacon.

## Produzione
Il film, diretto da Harry Keller su una sceneggiatura di M. Coates Webster, fu prodotto dallo stesso Keller per la Republic Pictures e girato nell'Iverson Ranch a Chatsworth, Los Angeles, California, dal giugno 1951. Gli effetti speciali furono realizzati dalla Consolidated Film Industries. La musica è firmata da Stanley Wilson.

## Distribuzione
Il film fu distribuito negli Stati Uniti dal 19 novembre 1951 al cinema dalla Republic Pictures.
Altre distribuzioni:
- nelle Filippine il 2 settembre 1952
- in Brasile (Abutres Noturnos)

## Promozione
Le tagline sono:
- "ROCKY" AT HIS FIGHTING BEST!...AS HE BATTLES A BAND OF KILLERS...WANTED BY EVERY LAWMAN IN THE WEST!
- A GUN-PACKIN' LAWMAN INVADES THE LAIR OF DESPERADOES!